# Monte Vibiano Vecchio
Monte Vibiano Vecchio è una frazione del comune di Marsciano (PG).
Il paese è abitato da 9 residenti. Occupa la sommità di un colle, a 395 m s.l.m..

## Storia
Le prime notizie storiche di Monte Vibiano Vecchio risalgono al tempo degli etruschi, quando era chiamato "Ubianum". Il sito fu poi colonizzato in epoca romana dalla gens Vibia, già denominata Vubia nei tempi etruschi, che diede i natali a due imperatori romani: Gaio Vibio Treboniano Gallo e il figlio Gaio Vibio Afinio Gallo Veldumniano Volusiano, dal 251 al 253.
Il castello ed il borgo medioevale, chiamato Montebiano, venne edificato dai Vibi sull'antico abitato romano, in epoca medioevale, con la creazione di una cinta muraria; nel 1311 fu concesso dai magistrati perugini di tenervi un mercato. Nel 1312 l'esercito imperiale mise a ferro e fuoco Montebiano, poi salvato dall'incendio forse dagli stessi nobili perugini Vibi, che seguivano l'esercito. Nel 1361 vi si rifugiarono alcuni nobili perugini congiurati contro i Raspanti e il castello si tolse dall'obbedienza di Perugia, ma con poca fortuna perché, dopo una battaglia durata secondo le cronache quattro ore, venne riconquistato dai capitani del Papa al comando di Biordo Michelotti. La città di Perugia ordinò che il castello fosse, fino ai fondamenti, scaricato e rovinato e che ai massari di esso, i Vibi, fosse concesso di costruire un altro castello più in basso, edificato nel 1396, con il nome di Montebiano Nuovo, che conserva la cappella gentilizia con affrescato l'albero genealogico dei Vibi e che, poi, fu la dimora della nota famiglia perugina Tiberi.
Il castello vecchio appartenne ai Vibi (antica famiglia con origini etrusche e romane), che lo costruirono come forte militare per il controllo del territorio: è caratterizzato da una imponente porta con arco a tutto sesto, in pietra.
Due giuristi, Baglione e Vincenzo Vibi, proposero l'uso del cognome Vibi in sostituzione di de Monte Ubiano, nome con il quale veniva conosciuto il castello nel Medioevo.
In seguito passò ai perugini Rossi-Leoni (fino al 1794), poi ai conti Cesarei (fino al 1892) ed infine ai Sereni. Questi lo ristrutturarono e restaurarono, abbellendolo con un labirinto in siepe ed una piscina, ad opera dell'architetto Ugo Tarchi.
L'illustre nobile Vincenzo Tiberi, notabile proprietario terriero e consigliere del Comune di Marsciano e, edificò (1884) nel lato sud del paese su un preesistente fabbricato rurale una villa a tre piani che successivamente venne abbellita con un belvedere. La villa realizzata su pianta rettangolare venne completamente affrescata da Gerardo Dottori (Perugia, 11 novembre 1884 – 13 giugno 1977, pittore italiano della corrente futurista, firmatario del manifesto dell'Aeropittura) tra il 1916 e il 1920 e i suoi dipinti di eccezionale bellezza rappresentano panorami, volti di donna, vedute del luogo, voli di uccelli tra i fiori e il contrasto tra l'agricoltura e le prime fabbriche industriali sorte a Perugia; successivamente abitata dall'Ammiraglio Umberto Cesari (1933-2007) negli anni '70 è stata arricchita da un esemplare giardino all'italiana; , ora la dimora storica è di proprietà dell'Avvocato Gianmarco Cesari Tiberi. Nel recinto del parco in un'edicola è l'immagine in ceramica di Deruta della Madonna di Monte Vibiano benedetta con rito sacro nel 1995. Nel parco della Villa Cesari Tiberi, famoso per la "Terrazza dell'Umbria" che rende possibile proiettare lo sguardo sull'infinito, arricchito da sculture provenienti da artisti di fama nazionale, essendo lo scenario della mostra annuale "Montevibianoscultura" dedicata allo sviluppo della scultura moderna, è possibile ammirare i resti della cinta muraria del castello distrutto nell'anno mille mentre nel borgo antico è ancora esistente l'arco medioevale di entrata e la chiesa dedicata a San Pietro Martire anch'essa mirabilmente affrescata da Gerardo Dottori, all'interno della chiesa in una nicchia a parete è collocata una statua della Madonna lignea donata nei primi del 1900 dal nobile Vincenzo Tiberi e da sua moglie Carmela in segno di devozione; sempre nella chiesa è possibile ammirare una scultura di Cristo crocifisso ligneo probabilmente risalente al 1700.
Monte Vibiano è noto per essere meta di turismo naturalistico ed è frequentato assiduamente dagli amanti del buon vino dato che è la sede montana dei vigneti della Cantina di Monte Vibiano, cantina nota e premiata a livello internazionale.

## Società
Abitanti censiti

## Monumenti e luoghi d'interesse

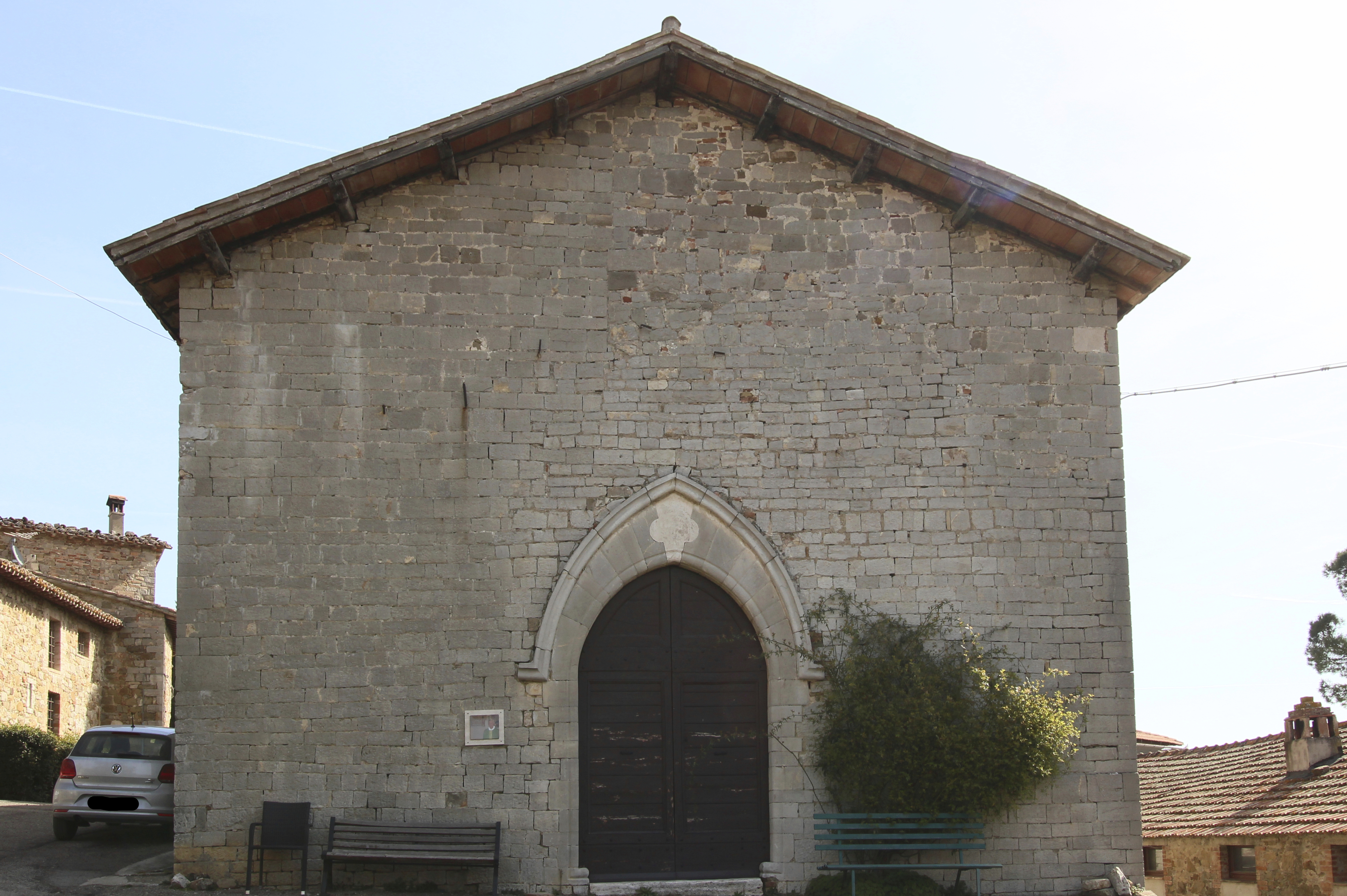
La chiesa di San Pietro

- Palazzo della Penna (XIV secolo), dotato di una torre circolare e di elementi quattrocenteschi in mattone laterizio;
- Cappella di Sant'Andrea (XVI secolo)
- Palazzo Fasola Bologna (XIII secolo)
- Villa Cesari Tiberi (XIX secolo)
- Arco di entrata e resti della cinta muraria (XIV secolo)
- Chiesa di S. Pietro Martire medioevale affrescata da G. Dottori
- Edicola della Madonna di Monte Vibiano
- Monte Vergnano e ruderi della rocca medioevale

## Economia
Il castello vecchio è oggi sede di un'azienda vitivinicola che produce olio e vino venduto a compagnie aeronautiche e a catene alberghiere a cinque stelle.